# Вьюнов, Евгений Иванович
Евгений Иванович Вьюнов (28 февраля 1929, Ундол, Владимирская губерния — 2005, Владимир) — советский хозяйственный, государственный и политический деятель.

## Биография
Родился 28 февраля 1929 года в селе Ундол (ныне часть города Лакинска). Член КПСС.
С 1941 по 1946 год работал в колхозе им. А. В. Суворова.
В 1950 году окончил Владимирский машиностроительный техникум и начал работать на ВТЗ, где занимал должности от помощника мастера до начальника инструментального производства. В 1957 году окончил Всесоюзный заочный машиностроительный институт. С 1963 по 1965 год — секретарь парткома Владимирского тракторного завода.
С 1965 года в должности директора владимирского завода «Автоприбор» (позднее — генеральный директор производственного объединения «Автоприбор»). При Вьюнове для сотрудников завода было построено 20 жилых домов, больничный комплекс, профилакторий, детская база отдыха, дом рыбака и охотника, создано подсобное сельское хозяйство, а заводские площади и производство выросли более чем в два раза.
С 24 февраля по 6 марта 1976 года был делегатом XXV съезда КПСС.
Скончался в 2005 году во Владимире. Похоронен на Улыбышевском кладбище.

## Награды
- Орден «Знак Почёта» (1966)
- Орден Трудового Красного Знамени (1971, 1981)
- Орден Октябрьской Революции (1974)
- Орден Дружбы народов (1986)
- Орден «За заслуги перед Отечеством» 4 ст. (1996)